# إغناسيو أولاغي
إغناسيو أولاغي (بالإسبانية: Ignacio Olagüe Videla)‏ ‏(12 فبراير 1903 - 10 مارس 1974) عالم حفريات ومؤرخ إسباني من أصل باسكي.

## سيرة شخصية
ولد أولاغي في سان سيباستيان ودرس القانون في جامعتي بلد الوليد ومدريد. من عام 1924 إلى عام 1936، عمل في مختبر علم الحفريات في المتحف الوطني للعلوم الطبيعية في مدريد تحت إشراف خوسيه رويو. استوحى أولاغي من المنظر الفاشي Ramiro Ledesma Ramos وأصبح عضوًا في مجموعته، حركة JONS النقابية اليمينية المتطرفة. بالتعاون مع إيرنيستو خيمينيز كاباييرو، أسس أول جمعية أفلام إسبانية في مدريد عام 1929. خلال عقد 1950، سافر ونشر أعماله في فرنسا. كان أولاغي نائب رئيس الجمعية الدولية للدراسة المقارنة للحضارات. توفي في عام 1974 في شاطبة في مقاطعة فالنسيا.

## الثورة الإسلامية في الغرب
في الثورة الإسلامية في الغرب، التي نُشرت أصلاً في عام 1969 باسم العرب لم يغزوا إسبانيا أبدًا ونشرت لاحقًا في إسبانيا في عام 1974، دافع أولاغي عن جوانب مختلفة من نظريات أميريكو كاسترو. جادل أولاغي أنه كان من المستحيل على العرب غزو إسبانيا في 711، معتبرين أنهم لم يثبتوا بعد هيمنتهم على الجزء المجاور من شمال أفريقيا. بدلاً من ذلك، رأى أولاغي أن أحداث 711 يمكن تفسيرها على أنها مناوشات تنطوي على قوات شمال إفريقيا المتحالفة في سياق حرب أهلية بين القوط الكاثوليك بقيادة لذريق ضد القوطيين الذين يلتزمون بشكل من أشكال الآريوسية والسكان الأسبان إلى حد كبير، بما في ذلك النسطوريين، الغنوصيون والمانويون.

## النقد
في عام 2014، نشر المؤرخ الإسباني اليخاندرو غارسيا نقدًا واسع النطاق لأطروحة أولاغي بشأن الفتح الإسلامي، حيث قام بتحليل التلاعب الذي مارسه أولاغي حول تاريخ الفترة الإسلامية في الأندلس، من خلال «تيار إنكار تاريخي يهدف إلى فصل أصل الأندلس عن الفتح الإسلامي» ووصفها بـ «الاحتيال التاريخي، الذي نفذ بواسطة التلاعب في بعض الحالات، والميل عن السجلات التاريخية في حالات أخرى.»